# Rafna

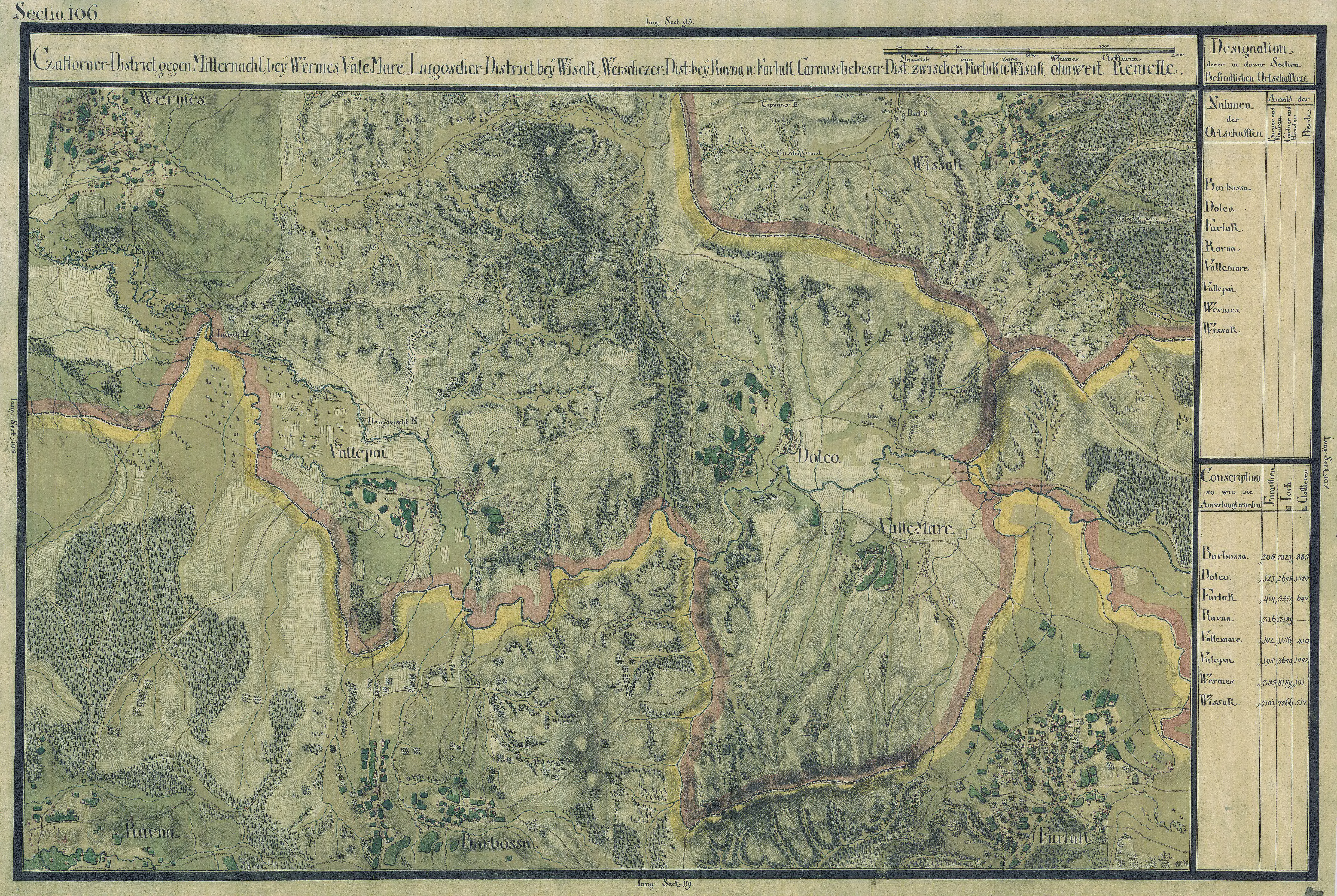
Rafna Bánátban, a Zsozefin kataszter térképén, 1769-72 között

Rafna (Ramna), település Romániában, a Bánságban, Krassó-Szörény megyében.

## Fekvése
Boksánbányától északnyugatra, Várbaksán és Valéapáj közt fekvő település.

## Története
Rafna nevét 1364-ben Rauna Superior néven említette először oklevél. 1369-ben Rauna, 1400-ban Rafna, 1418-ban Ravna, 1717-ben Rabna néven írták.
1851-ben Fényes Elek írta a településről: „Raffna, oláh falu, Krassó vármegyében, Bogschánhoz 1 1/2 órányira, erdők között, 9 katholikus, 2205 óhitű lakossal, s anyatemplommal.”
1910-ben 2485 lakosából 2353 román, 66 cigány, 41 német volt. Ebből 1569 görögkeleti ortodox, 858 görögkatolikus, 41 római katolikus volt.
A trianoni békeszerződés előtt Krassó-Szörény vármegye Boksabányai járásához tartozott.

## Nevezetességek
- Római település a 2–3. századból a falutól 3 kilométerre, a „Berari” nevű helyen. A romániai műemlékek jegyzékében a CS-I-m-B-10870 sorszámon szerepel.
- 3–4. századi település és vasérc-feldolgozó hely Ramna és Zsidovin között, a Berzava folyó völgyében. (CS-I-s-B-10871)